# 谢冰莹
谢冰莹（1906年9月5日—2000年1月5日），原名谢鸣岗，字风宝，湖南新化铎山镇（今属冷水江市）人。國立臺灣師範大學國文系教授。現代女文學作家。据统计，她一生出版的小说、散文、游记、书信等著作达80余种、近400部、2000多万字。代表作《女兵自传》，後被译成英、法、德、日等10多种文字。

## 生平
- 清光緒三十二年(1906)，出生於湖南新化縣鐸山鎮，小时随父读四书五经，曾在湖南省立第一女校（又名湖南長沙第一女子师范學校）讀書。
- 民國十年(1921)，16歲發表第一篇小說〈剎那的印象〉及〈小鴿子之死〉於《大公報》副刊，並學寫古典詩、新詩、劇本，從此踏上寫作之路。
- 民國十五年(1926)，冬投考武汉中央军事政治学校（黄埔军校系統）第六期。[1]參加过短期軍事训练，便跟北伐軍北上前线汀泗桥服役參戰。[1]她的《从军日记》就是在战地写成的，发表于《中央日报》副刊。
- 民國十六年(1927)，军政学校女生队解散，以后曾入上海艺大、北平女师大。从女师大毕业后，她用几部书的稿酬作学资，到日本遊学（1931年）。
- 民國十七年(1928)，參加北伐，一面做救護和宣傳工作，一面寫作《從軍日記》，於武漢《中央日報》副刊發表，後經林語堂譯成英文。
- 民國十八年(1929)，《從軍日記》出版，是她邁向文學之路的開始。
- 民國十九年(1930)，左聯成立不久後，當時在東京的謝冰瑩、任鈞、葉以群等留日青年作家成立左聯東京分盟，[1]，
- 民國二十年(1931)，918事件發生後，日本建立滿洲國，左聯東京分盟停止活動。她赴日入東京早稻田大學研究。
- 民國二十二年(1933)，年底左聯東京分盟恢復，隨著國府剿共的速度加劇，更多的左翼作家東渡日本。
- 民國二十四年(1935)，謝冰瑩第二次更名改姓赴日本遊学，就读于早稻田大学研究院。因坚拒出迎满洲国皇帝溥仪访日，而被日本特务逮捕。在狱中她当面揭露日本侵略中国的罪行，受到极为残酷的脑刑、指刑、电刑的严重摧残。
- 民國二十五年(1936)，出版《女兵自傳》是她創作的巔峰，內容道出從軍、北伐、抗戰二十多年的生活實況，代表了當時女性從軍與自我意識的歷史問題。
- 民國二十六年(1937)，七月七日蘆溝橋事变起，组织湖南战地妇女服务团，自任团长开往前线，參加軍中救護工作。[1]在火线上救助了大批伤员，并做了大量宣传鼓动工作，写下《抗战日记》。並於抗戰期間擔任《廣西婦女》、《黃河》文藝月刊主編、漢口《和平日報》及《中華日報》副刊主編。
- 民國二十九年(1940)，在西安主編《黃河文藝月刊》。[1]抗战后期还在重庆主编刊物。
- 民國三十二年(1943)，年在成都教書。[1]抗戰勝利後，曾任北平女师大、华北文学院教授，並抽暇旅行華北及中國東北各地，憑弔戰跡，考察社會狀況。[1]
- 民國三十四年(1945)，任漢江《和平日報》及《華中日報》副刊主編、北平國立師範大學及華北文化學院教授，新開「新文藝習作」一科，是新文藝在大學開課之始。
- 民國三十五年(1946)，在漢口創辦幼稚園，開啟日後創作兒童文學的契機。
- 民國三十七年(1948)，秋天赴臺灣，任臺灣省立師範學院（后改为國立台灣師範大學）教授。其後曾前往馬來西亞與菲律賓講學[1]。謝冰瑩是中國文藝協會第一任理事，也是中國婦女寫作協會發起人之一。
- 民國四十四年(1955)，任臺灣省婦女寫作協會監事，
- 民國六十年(1971)，因右腿跌断退休。晚年定居美国旧金山。

## 著作
謝冰瑩創作以小說及散文為主，並及論述、報導文學、傳記及兒童文學。

### 小說
- 《冰瑩女士小說集》(短篇小說集)，北平郁文書局，1929年7月
- 《中學生小說》(短篇小說集)，上海中學生書局，1932年4月
- 《前路》(短篇小說集)，上海光明出版社，1932年9月
- 《青年王國材》，上海開華書店，1933年2月
- 《血流》(短篇小說集)，上海光華出版社，1933年
- 《偉大的女性》(短篇小說集)，上海光華出版社，1933年
- 《梅子姑娘》(短篇小說集)，西安新中國文化出版社，1941年6月
- 《姊姊》(短篇小說集)，西安建國出版社，1941年12月
- 《冰瑩近作自選集》(短篇小說集)，湖南藍田書報合作社，1943年6月
- 《女叛徒》，林如斯、林無雙英譯，重慶求知圖書社，1945年3月[2]
- 《離婚》(短篇小說集)，上海光明書局，1946年
- 《謝冰瑩佳作選》(短篇小說集)，上海新象書店，1947年
- 《聖潔的靈魂》(短篇小說集)，香港亞洲出版社，1954年
- 《紅豆》，臺北眾文出版社，1954年
- 《霧》(短篇小說集)，臺南大方出版社，1955年
- 《碧瑤之戀》，臺北力行書局，1957年2月
- 《空谷幽蘭》(中短篇小說集)，臺北廣文書局，1963年9月
- 《在烽火中》，臺北世界文物出版社，1968年7月
- 《謝冰瑩自選集》(短篇小說集)，臺北黎明文化公司，1980年5月

### 散文
- 《從軍日記》，上海春潮書局，1929年3月
- 《青年書信》，上海光明出版社，1930年
- 《麓山集》，上海光明書局，1932年10月
- 《我的學生生活》，上海光華出版社，1933年
- 《湖南的風》，上海北新書局，1936年5月
- 《軍中隨筆》，上海抗戰出版部，1937年
- 《生日》，上海北新書局，1946年6月
- 《謝冰瑩佳作選》，上海新象書店，1947年2月
- 《生與死》，臺北中華文化出版社，1953年
- 《愛晚亭》，臺北三民書局，1954年4月
- 《綠窗寄語》，臺北三民書局，1955年
- 《冰瑩遊記》，臺北勝利出版社，1955年
- 《菲島記遊》，臺北力行書局，1957年4月
- 《故鄉》，臺北力行書局，1958年10月
- 《馬來亞遊記》，臺北海潮音月刊社，1961年
- 《作家印象記》，臺北三民書局，1967年1月
- 《夢裡的微笑》，臺中光啟出版社，1967年7月
- 《海天漫遊》，臺北三民書局，1968年
- 《生命的光輝》，臺北三民書局，1971年12月
- 《舊金山的霧》，臺北三民書局，1974年4月
- 《冰瑩書柬》，臺北力行書局，1975年9月
- 《謝冰瑩選集》，香港文學研究社，1978年4月
- 《給青年朋友的信》，臺北東大圖書公司，1981年12月
- 《謝冰瑩散文集》，臺北金文圖書公司，1982年7月
- 《觀音蓮》，臺北大乘精舍印經會，1985年
- 《異國秋思》，臺北將門文物出版社，1987年
- 《冰瑩憶往》，臺北三民書局，1991年5月
- 《冰瑩懷舊》，臺北三民書局，1991年5月
- 《冰瑩書信》，臺北三民書局，1991年5月
- 《謝冰瑩散文選集》，天津百花文藝出版社，1992年1月
- 《謝冰瑩散文》，范橋等編，北京中國廣播電視出版社，1993年9月
- 《謝冰瑩集》，北京知識出版社，1997年4月
- 《解除婚約》，北京燕山出版社，1998年2月
- 《謝冰瑩代表作》，北京華夏出版社，1999年1月
- 《永恆的友誼─謝冰瑩...》欽鴻編，北京中國三峽出版社，2000年12月

### 論述
- 《寫給青年作家的信》，臺北大東書局，1942年6月
- 《我怎樣寫作》，自印，1961年11月
- 《作家與作品》，臺北三民書局，1991年5月

### 報導文學
- 《第五戰區巡禮》與黃維特合著，桂林生路書店，1937年9月
- 《在火線上》，漢口民族解放社，1937年11月
- 《新從軍日記》，上海天馬書店，1938年7月
- 《戰士的手》，重慶獨立出版社，1939年4月
- 《重上征途》，中社出版社，1941年
- 《在日本獄中》，西安華北新聞社出版部，1943年1月
- 《我在日本》，臺北東大圖書公司，1984年9月

### 傳記
- 《一個女兵的自傳》，上海良友圖書公司，1936年7月
- 《關於趙老太太》與陶行知合著，重慶東北救亡總會宣傳部，1938年12月
- 《一個女性的奮鬥》，香港世界文化出版社，1941年
- 《女兵十年》，漢口紅藍出版社，1946年4月
- 《抗戰女兵手記》，上海明明書局
- 《我的少年時代》，臺北正中書局，1955年11月
- 《我的回憶》，臺北三民書局，1967年9月*
- 《抗戰日記》，臺北東大圖書公司，1981年6月

### 兒童文學
- 《動物的故事》，臺北正中書局，1955年
- 《太子歷險記》，臺北正中書局，1955年
- 《愛的故事》，臺北正中書局，1961年
- 《給小讀者》，臺北廣文書局，1963年
- 《南京與北平》，臺北華國出版社，1964年1月
- 《仁慈的鹿王》，臺中慈明月刊社，1965年1月
- 《小冬流浪記》，王丁香圖，臺北國語日報社，1962年11月
- 《林琳》，楊震夷圖，臺中臺灣省教育廳，1966年
- 《善光公主》，臺北慈航雜誌社，1968年
- 《舊金山的四寶》，國語日報社，1981年
- 《小讀者與我》，香港文化互助社，1984年

### 編譯
- 《文學欣賞》謝冰瑩、左松超編，臺北三民書局，1964年
- 《新譯四書讀本》謝冰瑩、李鍌、劉正浩、邱燮友譯，臺北三民書局，1966年9月
- 《新譯古文觀止》謝冰瑩、林明波、邱燮友、左松超譯，臺北三民書局，1971年4月
- 《中國文化基本教材》謝冰瑩編譯，臺北三民書局，1981年

### 合集
- 《謝冰瑩創作選》，上海仿古書店，1936年9月
- 《冰瑩抗戰文選集》，西安建國出版社，1941年8月
- 《金門 馬祖 澎湖》謝冰瑩等撰，通北臺灣省婦女寫作協會，1965年
- 《新生集》，臺北北投普濟寺，1983年
- 《謝冰瑩作品選》，長沙湖南人民出版社，1985年9月
- 《謝冰瑩文集》，北京華夏出版社，2000年

### 全集
- 《謝冰瑩文集1》艾以、曹度編，合肥安徽文藝出版社，1999年8月
- 《謝冰瑩文集2》，安徽文藝出版社，1999年8月
- 《謝冰瑩文集3》，安徽文藝出版社，1999年8月

## 傳述
- 《中國第一女兵 : 謝冰瑩全傳》石楠著，南京江蘇文藝出版社，2008年5月，